# Ривз, Элли
Элли Ривз (англ. Ellie Reeves), официально Элеанора Клер Ривз (англ. Eleanor Claire Reeves; род. 11 декабря 1980, Бекенхэм, Большой Лондон) — британский политик, председатель Лейбористской партии (с 2024).

## Биография
В 1999 году окончила колледж Святой Екатерины Оксфордского университета, где изучала право.
8 июня 2017 года победила на парламентских выборах в избирательном округе Западный Луишем и Пендж с результатом 35 411 голосов (сильнейший из соперников, консерватор Шон Бейли набрал 12 249 голосов).
С 2020 года работала на младших министерских должностях в теневом правительстве Кира Стармера — сначала теневым солиситором Англии и Уэльса, с 2021 года — теневым младшим министром при теневом министре юстиции.
4 сентября 2023 года в ходе серии кадровых перемещений в теневом правительстве назначена заместителем национального координатора избирательных кампаний лейбористов.
6 июля 2024 года назначена министром без портфеля при формировании правительства Стармера, а 2 декабря 2024 года получила право участия в заседаниях Кабинета.

## Личная жизнь
Элли Ривз — младшая сестра Рэйчел Ривз, члена Палаты общин от Лейбористской партии, также вошедшей в теневое правительство Стармера, а ранее — в теневое правительство Эда Милибэнда.